# Edith Porada
Edith Porada (22 août 1912, Vienne – 24 mars 1994, Honolulu) est une historienne de l'art et archéologue autrichienne.
Elle est une spécialiste reconnue des sceaux-cylindres, et a fait sa carrière de professeure d'histoire de l'art et d'archéologie à l'université Columbia.

## Biographie
Edith Porada est née à Vienne dans une famille aisée[réf. nécessaire]. Elle passe son doctorat à l'université de Vienne en 1935, avec une thèse sur l'art glyptique de l'empire d'Akkad. Plus tard, elle s'installe à Paris pour étudier au Louvre. En 1938, elle émigre aux États-Unis, où elle travaille au Metropolitan Museum, sur les sceaux de Ashurnasirpal II.
Elle enseigne à l'université du Queens et, à partir de 1958, à Columbia, devenant professeure titulaire en 1964.  

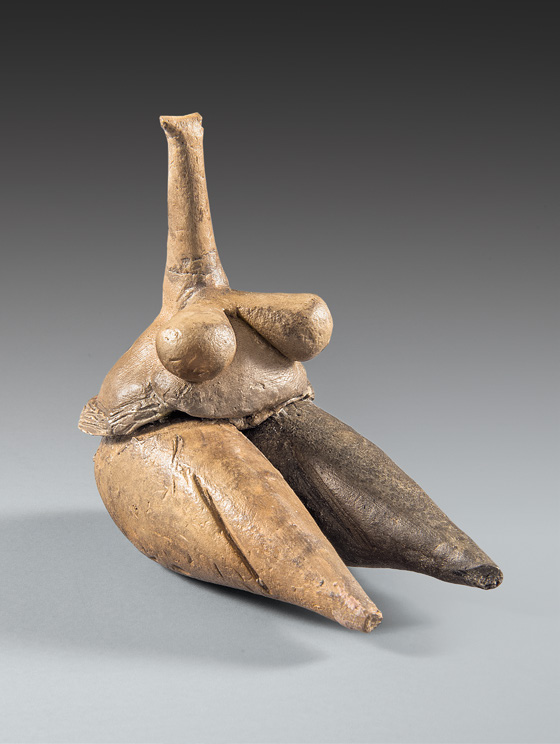
Vénus de Tépé Sarab

En 1963 elle publie Iran ancien, qui traite de la naissance de l'art en Iran, abordant pour commencer la Vénus de Tépé Sarab et le sanglier. 

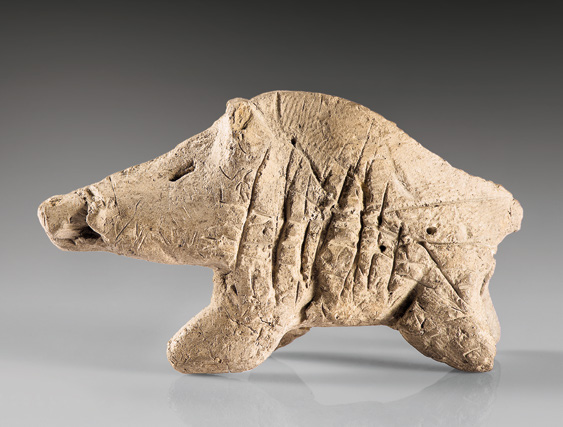
Sanglier de Sarab.

En 1969, elle est élue membre de l'Académie américaine des arts et des sciences. Elle est nommée professeure de la chaire Arthur Lehman  en 1974 et, après avoir pris sa retraite en 1984, devient professeure émérite. 
En 1976, elle reçoit la médaille d'or pour sa contribution à l'avancée archéologique de l'Institut archéologique américain.
En 1989, Edith Porada reçoit un doctorat honorifique es lettres pour les « liens profonds entre l'expérience humaine et l'interprétation des sceaux-cylindres ».

## Publications
- Mesopotamian Art in Cylinder Seals (1947)
- Seal Impressions of Nuzi (1947)
- Corpus of Ancient Near Eastern Seals in North American Collections (1948)
- The Art of Ancient Iran (1965)
- Ancient Art in Seals (1980)
- Man and Images in the Ancient Near East (1995)